# Nakahungaqtuaryuit
Nakahungaqtuaryuit, tidigare benämnda Breakwater Islands, är öar i Kanada.   De ligger i territoriet Nunavut, i den centrala delen av landet, 3 100 km nordväst om huvudstaden Ottawa.